# Танец пчёл
Танец пчёл — термин, используемый в пчеловодстве и этологии, которым обозначается один из способов коммуникации пчёл посредством определенного набора движений, который может показаться человеку хаотичным.
Выполняя этот танец, пчёлы, обнаружившие нектар, сообщают другим членам улья информацию о направлении расположения источника питания, расстоянии до него и количества в нём пыльцы и нектара. Так же данные насекомые могут угрожать другим ульям при попытке посягнуть на их территории.
Энтомологи выделяют в основном два вида танцев: круговой и виляющий (отдельно иногда упоминается ещё и вихревый танец, побуждающий пчёл к роению). Оба этих танца отличаются друг от друга по технике исполнения и значению. Круговой танец пчела-разведчица исполняет, если она нашла источник питания в относительной близости от улья (не более 100 м); при этом она сначала делает круг в одну сторону, потом разворачивается и движется по кругу уже в другую. При виляющем танце пчела описывает траекторию в виде восьмёрки, виляя при этом брюшком (отсюда и название танца); интенсивность колебаний брюшка свидетельствует о большем расстоянии (около 1 км или дальше) от улья до того места, где был найден взяток.
Первым научное изучение танца пчёл начал австрийский этолог Карл фон Фриш.